# Religions: Ancient and Modern
Religions: Ancient and Modern ist eine englische Buchreihe mit Werken über verschiedene alte und neuzeitlichen Religionen, die bei Archibald Constable und später bei  Constable  & Company in London erschien. Die Bände der Reihe erschienen von 1905 bis 1921. Zahlreiche Fachgelehrte haben an ihr mitgewirkt. Einige wenige Bände erschienen nicht so wie in Verlagsangaben angekündigt. Die folgende Übersicht erhebt keinen Anspruch auf Aktualität oder Vollständigkeit.

## Übersicht
- Animism. Digitalisat (1905) Edward Clodd, Autor von The Story ot Creation.
- Pantheism. James Allanson Picton, Autor von The Religion of the Universe.
- The Religions of Ancient China Digitalisat (1905). Professor Giles, LL.D., Professor of Chinese in the University of Cambridge.
- The Religion of Ancient Greece. Digitalisat (1913) Jane Harrison, Lecturer am Newnham College, Cambridge, Autorin von Prolegomena to Study of Greek Religion.
- Islâm. Digitalisat (1906) Rt. Hon. Ameer Ali, Syed, of the Judicial Committee of His Majesty’s Privy Council, Autor von The Spirit of Islam und Ethics of Islam.
- Magic and Fetishism. Dr. A. C. Haddon, F.R.S., Lecturer on Ethnology at Cambridge University.
- The Religion of Ancient Egypt. Professor W. M. Flinders Petrie, F.R.S.
- The Religion of Babylonia and Assyria. Theophilus G. Pinches, late of the British Museum.
- Early Buddhism. Prof. T. W. Rhys Davids, LL.D. late Secretary of The Royal Asiatic Society.
- Hinduism. Dr. L. D. Barnett, of the Department of Oriental Printed Books and MSS, British Museum.
- Scandinavian Religion. William A. Craigie, Joint Editor of the Oxford English Dictionary.
- Celtic Religion. Digitalisat Professor E. Anwye, Professor of Welsh at University College, Aberystwyth.
- The Mythology of Ancient Britain and Ireland. Charles Squire, Autor von The Mythology of the British Islands.
- Judaism. Digitalisat Israel Abrahams, Lecturer in Talmudic Literature in Cambridge University, Autor von Jewish Life in the Middle Ages.
- The Religion of Ancient Rome. Cyril Bailey, M.A.
- Shinto: The Ancient Religion of Japan. Digitalisat W. G. Aston, C.M.G.
- The Religion of Ancient Mexico and Peru. Lewis Spence, M.A.
- Early Christianity (Paul to Origen), John Sutherland Black, Professor at M’Gill University, Joint Editor of the Encyclopaedia Biblica.
- The Psychological Origin and Nature of Religion. Digitalisat (1909) Professor J. H. Leuba.
- The Religion of Ancient Palestine. Digitalisat (1921) Stanley A. Cook.
- Mithraism. W. G. Pythian-Adams.